# Casearia
Casearia  es un género de plantas con flores en la familia Salicaceae. El género fue incluido en las Flacourtiaceae en el sistema Cronquist de clasificación de angiospermas, y más temprano en las Samydaceae. Recientes  estudios indican que el último grupo puede reinstalarse como una familia válida. Tiene una distribución Pantropical.

## Descripción
Son arbustos o árboles, las ramitas raramente con espinas (en Nicaragua sólo presentes en C. aculeata y C. spinescens); plantas hermafroditas. Hojas alternas, dísticas, enteras o dentadas (algunas veces dentado-glandulares), pinnatinervias, generalmente con marcas pelúcidas punteadas y/o estriadas, glándulas basales ausentes; pecioladas, estípulas generalmente inconspicuas y caducas en Nicaragua (excepto por C. spinescens y C. arborea). Inflorescencia generalmente de fascículos o glomérulos axilares, con menor frecuencia cimas, corimbos o panículas (raramente flores solitarias), sésiles o pedunculadas, brácteas escamiformes, generalmente libres, en inflorescencias sésiles formando un cojín en la base a lo largo del tallo, en inflorescencias pedunculadas las brácteas en el ápice del pedúnculo o a lo largo de las ramas de la inflorescencia, o raramente fusionadas formando una copa dura (en Nicaragua sólo C. praecox), pedicelos articulados, flores verdosas, blanquecinas o amarillentas; sépalos (4) 5 (6, 9), imbricados, connados en la base o hasta la mitad, a veces persistentes; pétalos ausentes; estambres 5–15 (22), más o menos períginos, uniseriados, filamentos libres o fusionados al disco; disco con lobos (estaminodios) generalmente libres, clavados a lineares y vellosos, generalmente en el mismo verticilo que los estambres y alternando con ellos, o a veces insertos en un verticilo separado interno al verticilo de los estambres, o fusionados y formando un tubo extrastaminal; ovario súpero, estilo simple o 3-fido hasta la base, estigma(s) capitado. Cápsula seca a suculenta, frecuentemente 3-angulada, 3 (4)-valvada; semillas a veces numerosas,

## Ecología
Son empleadas como plantas melíferas, notablemente  C. decandra y C. sylvestris.  Y esta última especie es ocasionalmente alimento de orugas de Astraptes fulgerator).  Varias especies se han vuelto raras debido a la deforestación.  Algunas están cerca de la extinción, y C. quinduensis de Colombia y C. tinifolia de Mauritania están  extintas desde algún momento del siglo XX y hacia 1976, respectivamente.
Comprende 439 especies descritas y de estas solo 64 aceptadas.

## Taxonomía
El género fue descrito por  Nikolaus Joseph von Jacquin  y publicado en Enumeratio Systematica Plantarum, quas in insulis Caribaeis 4, 21. 1760.

## Especies
- Casearia albicans
- Casearia arborea (Rich.) Urb.
- Casearia arborea subsp. occidentalis
- Casearia aculeata Jacq.
- Casearia atlantica
- Casearia barteri
- Casearia commersiana
- Casearia coriifolia
- Casearia corymbosa Kunth.
- Casearia crassinervis
- Casearia dallachii F.Muell.
- Casearia decandra Jacq.
- Casearia elliptica Willd. (= C. tomentosa Roxb.)
- Casearia engleri
- Casearia flavovirens
- Casearia flexula
- Casearia fuliginosa (Blanco) Blanco
- Casearia gladiiformis
- Casearia gossypiosperma Briq.  "mbavy guasú"
- Casearia grandiflora A.St.-Hil.
- Casearia graveolens Dalzell
- Casearia guianensis Urb.
- Casearia hirsuta Sw. - raspalengua de Cuba[4]
- Casearia kaalaensis
- Casearia lasiophylla
- Casearia macrocarpa
- Casearia mannii

- Casearia mauritiana
- Casearia megacarpa
- Casearia mexiae
- Casearia nitida L.
- Casearia obliqua Spreng.
- Casearia pauciflora Cambess.
- Casearia praecox Griseb.
- Casearia pringlei
- Casearia quinduensis (extinta)
- Casearia rufens Camb.

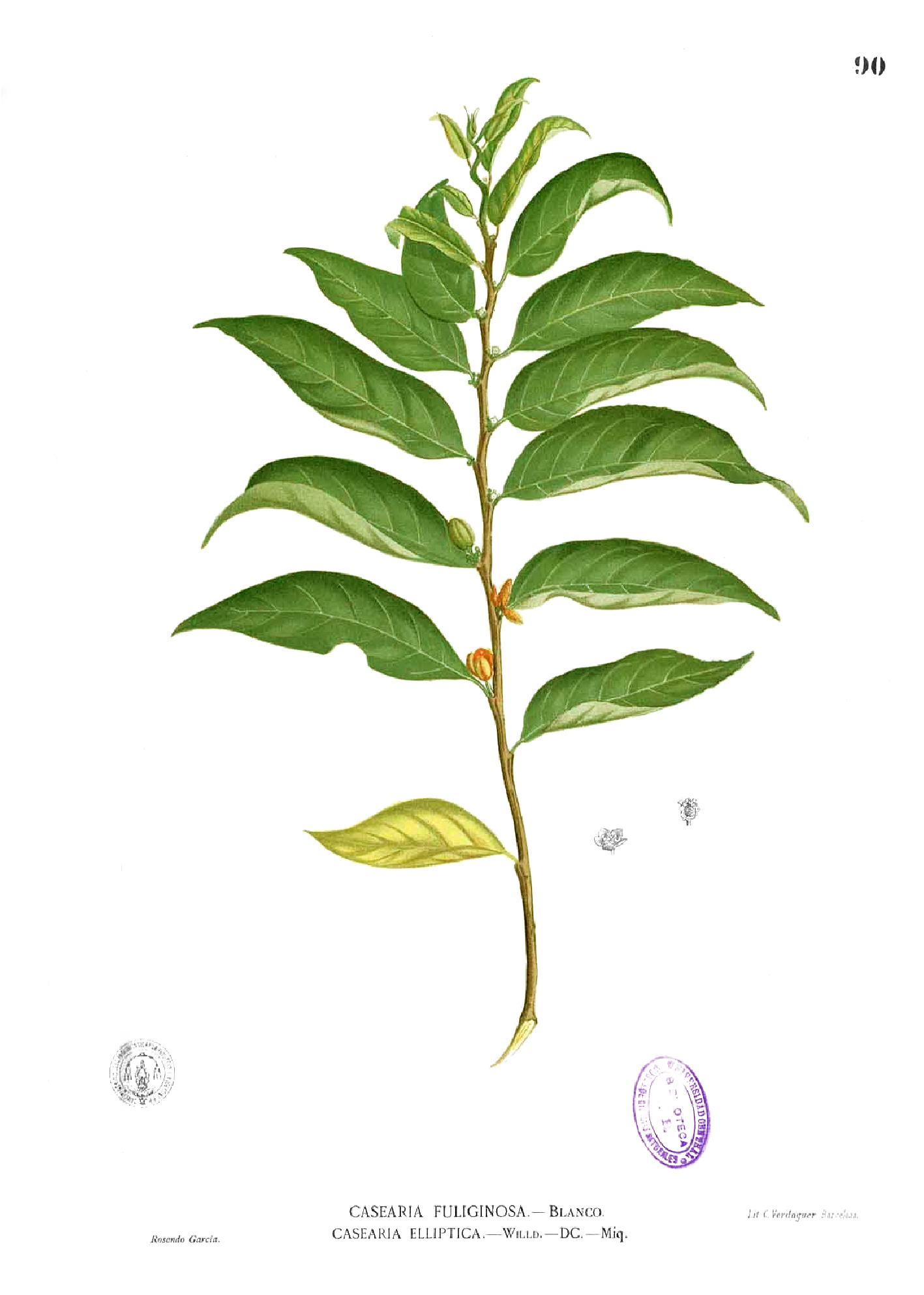
Casearia fuliginosa

- Casearia spinescens (Sw.) Griseb. - gia prieta de Cuba[4]
- Casearia sylvestris Sw.
- Casearia tachirensis Steyerm.
- Casearia tinifolia (extinta)
- Casearia tomentosa Roxb.
- Casearia ulmifolia Vahl. ex Vent.
- Casearia williamsiana
- Casearia wynadensis